# Justicia austroguangxiensis
Justicia austroguangxiensis là một loài thực vật có hoa trong họ Ô rô. Loài này được H.S. Lo & D. Fang mô tả khoa học đầu tiên năm 1997.